# Полтавська тема
Полта́вська те́ма — тема в шаховій композиції. Суть теми — в хибному сліді і в дійсній грі виникає загроза на одному і тому ж полі різними фігурами, при чому вступний хід рішення повинен бути на поле спростування хибного сліду.

## Історія
Ідею запропонувала українська проблемістка з Києва Наталія Кучеренко (12.03.1961).
В задачі є хибний слід із загрозою і спростуванням — кожен на певні поля. Розв'язком є хід білої фігури на поле спростування хибного сліду з загрозою мату на те ж поле, що і в хибному сліді, але іншою фігурою.
Цій ідеї Н. Кучеренко дала назву — полтавська тема.
Алгоритм вираження теми:
1. ? ~ 2. Xa#, 
1. ... b!
1. Yb! ~ 2. Za#
(X, Y, Z — різні білі фігури; a, b — тематичні поля)
|   | a | b | c | d | e | f | g | h |   |
| 8 | d8 чорний ферзь · g8 чорний кінь · b7 білий слон · c7 чорний пішак · f6 біла тура · g6 білий кінь · g5 чорний слон · d4 чорний король · c3 біла тура · e3 чорна тура · g3 білий ферзь · c2 білий пішак · f2 білий пішак · g2 білий пішак · h2 білий король · a1 білий слон · e1 чорна тура · h1 чорний кінь | d8 чорний ферзь · g8 чорний кінь · b7 білий слон · c7 чорний пішак · f6 біла тура · g6 білий кінь · g5 чорний слон · d4 чорний король · c3 біла тура · e3 чорна тура · g3 білий ферзь · c2 білий пішак · f2 білий пішак · g2 білий пішак · h2 білий король · a1 білий слон · e1 чорна тура · h1 чорний кінь | d8 чорний ферзь · g8 чорний кінь · b7 білий слон · c7 чорний пішак · f6 біла тура · g6 білий кінь · g5 чорний слон · d4 чорний король · c3 біла тура · e3 чорна тура · g3 білий ферзь · c2 білий пішак · f2 білий пішак · g2 білий пішак · h2 білий король · a1 білий слон · e1 чорна тура · h1 чорний кінь | d8 чорний ферзь · g8 чорний кінь · b7 білий слон · c7 чорний пішак · f6 біла тура · g6 білий кінь · g5 чорний слон · d4 чорний король · c3 біла тура · e3 чорна тура · g3 білий ферзь · c2 білий пішак · f2 білий пішак · g2 білий пішак · h2 білий король · a1 білий слон · e1 чорна тура · h1 чорний кінь | d8 чорний ферзь · g8 чорний кінь · b7 білий слон · c7 чорний пішак · f6 біла тура · g6 білий кінь · g5 чорний слон · d4 чорний король · c3 біла тура · e3 чорна тура · g3 білий ферзь · c2 білий пішак · f2 білий пішак · g2 білий пішак · h2 білий король · a1 білий слон · e1 чорна тура · h1 чорний кінь | d8 чорний ферзь · g8 чорний кінь · b7 білий слон · c7 чорний пішак · f6 біла тура · g6 білий кінь · g5 чорний слон · d4 чорний король · c3 біла тура · e3 чорна тура · g3 білий ферзь · c2 білий пішак · f2 білий пішак · g2 білий пішак · h2 білий король · a1 білий слон · e1 чорна тура · h1 чорний кінь | d8 чорний ферзь · g8 чорний кінь · b7 білий слон · c7 чорний пішак · f6 біла тура · g6 білий кінь · g5 чорний слон · d4 чорний король · c3 біла тура · e3 чорна тура · g3 білий ферзь · c2 білий пішак · f2 білий пішак · g2 білий пішак · h2 білий король · a1 білий слон · e1 чорна тура · h1 чорний кінь | d8 чорний ферзь · g8 чорний кінь · b7 білий слон · c7 чорний пішак · f6 біла тура · g6 білий кінь · g5 чорний слон · d4 чорний король · c3 біла тура · e3 чорна тура · g3 білий ферзь · c2 білий пішак · f2 білий пішак · g2 білий пішак · h2 білий король · a1 білий слон · e1 чорна тура · h1 чорний кінь | 8 |
| 7 | d8 чорний ферзь · g8 чорний кінь · b7 білий слон · c7 чорний пішак · f6 біла тура · g6 білий кінь · g5 чорний слон · d4 чорний король · c3 біла тура · e3 чорна тура · g3 білий ферзь · c2 білий пішак · f2 білий пішак · g2 білий пішак · h2 білий король · a1 білий слон · e1 чорна тура · h1 чорний кінь | d8 чорний ферзь · g8 чорний кінь · b7 білий слон · c7 чорний пішак · f6 біла тура · g6 білий кінь · g5 чорний слон · d4 чорний король · c3 біла тура · e3 чорна тура · g3 білий ферзь · c2 білий пішак · f2 білий пішак · g2 білий пішак · h2 білий король · a1 білий слон · e1 чорна тура · h1 чорний кінь | d8 чорний ферзь · g8 чорний кінь · b7 білий слон · c7 чорний пішак · f6 біла тура · g6 білий кінь · g5 чорний слон · d4 чорний король · c3 біла тура · e3 чорна тура · g3 білий ферзь · c2 білий пішак · f2 білий пішак · g2 білий пішак · h2 білий король · a1 білий слон · e1 чорна тура · h1 чорний кінь | d8 чорний ферзь · g8 чорний кінь · b7 білий слон · c7 чорний пішак · f6 біла тура · g6 білий кінь · g5 чорний слон · d4 чорний король · c3 біла тура · e3 чорна тура · g3 білий ферзь · c2 білий пішак · f2 білий пішак · g2 білий пішак · h2 білий король · a1 білий слон · e1 чорна тура · h1 чорний кінь | d8 чорний ферзь · g8 чорний кінь · b7 білий слон · c7 чорний пішак · f6 біла тура · g6 білий кінь · g5 чорний слон · d4 чорний король · c3 біла тура · e3 чорна тура · g3 білий ферзь · c2 білий пішак · f2 білий пішак · g2 білий пішак · h2 білий король · a1 білий слон · e1 чорна тура · h1 чорний кінь | d8 чорний ферзь · g8 чорний кінь · b7 білий слон · c7 чорний пішак · f6 біла тура · g6 білий кінь · g5 чорний слон · d4 чорний король · c3 біла тура · e3 чорна тура · g3 білий ферзь · c2 білий пішак · f2 білий пішак · g2 білий пішак · h2 білий король · a1 білий слон · e1 чорна тура · h1 чорний кінь | d8 чорний ферзь · g8 чорний кінь · b7 білий слон · c7 чорний пішак · f6 біла тура · g6 білий кінь · g5 чорний слон · d4 чорний король · c3 біла тура · e3 чорна тура · g3 білий ферзь · c2 білий пішак · f2 білий пішак · g2 білий пішак · h2 білий король · a1 білий слон · e1 чорна тура · h1 чорний кінь | d8 чорний ферзь · g8 чорний кінь · b7 білий слон · c7 чорний пішак · f6 біла тура · g6 білий кінь · g5 чорний слон · d4 чорний король · c3 біла тура · e3 чорна тура · g3 білий ферзь · c2 білий пішак · f2 білий пішак · g2 білий пішак · h2 білий король · a1 білий слон · e1 чорна тура · h1 чорний кінь | 7 |
| 6 | d8 чорний ферзь · g8 чорний кінь · b7 білий слон · c7 чорний пішак · f6 біла тура · g6 білий кінь · g5 чорний слон · d4 чорний король · c3 біла тура · e3 чорна тура · g3 білий ферзь · c2 білий пішак · f2 білий пішак · g2 білий пішак · h2 білий король · a1 білий слон · e1 чорна тура · h1 чорний кінь | d8 чорний ферзь · g8 чорний кінь · b7 білий слон · c7 чорний пішак · f6 біла тура · g6 білий кінь · g5 чорний слон · d4 чорний король · c3 біла тура · e3 чорна тура · g3 білий ферзь · c2 білий пішак · f2 білий пішак · g2 білий пішак · h2 білий король · a1 білий слон · e1 чорна тура · h1 чорний кінь | d8 чорний ферзь · g8 чорний кінь · b7 білий слон · c7 чорний пішак · f6 біла тура · g6 білий кінь · g5 чорний слон · d4 чорний король · c3 біла тура · e3 чорна тура · g3 білий ферзь · c2 білий пішак · f2 білий пішак · g2 білий пішак · h2 білий король · a1 білий слон · e1 чорна тура · h1 чорний кінь | d8 чорний ферзь · g8 чорний кінь · b7 білий слон · c7 чорний пішак · f6 біла тура · g6 білий кінь · g5 чорний слон · d4 чорний король · c3 біла тура · e3 чорна тура · g3 білий ферзь · c2 білий пішак · f2 білий пішак · g2 білий пішак · h2 білий король · a1 білий слон · e1 чорна тура · h1 чорний кінь | d8 чорний ферзь · g8 чорний кінь · b7 білий слон · c7 чорний пішак · f6 біла тура · g6 білий кінь · g5 чорний слон · d4 чорний король · c3 біла тура · e3 чорна тура · g3 білий ферзь · c2 білий пішак · f2 білий пішак · g2 білий пішак · h2 білий король · a1 білий слон · e1 чорна тура · h1 чорний кінь | d8 чорний ферзь · g8 чорний кінь · b7 білий слон · c7 чорний пішак · f6 біла тура · g6 білий кінь · g5 чорний слон · d4 чорний король · c3 біла тура · e3 чорна тура · g3 білий ферзь · c2 білий пішак · f2 білий пішак · g2 білий пішак · h2 білий король · a1 білий слон · e1 чорна тура · h1 чорний кінь | d8 чорний ферзь · g8 чорний кінь · b7 білий слон · c7 чорний пішак · f6 біла тура · g6 білий кінь · g5 чорний слон · d4 чорний король · c3 біла тура · e3 чорна тура · g3 білий ферзь · c2 білий пішак · f2 білий пішак · g2 білий пішак · h2 білий король · a1 білий слон · e1 чорна тура · h1 чорний кінь | d8 чорний ферзь · g8 чорний кінь · b7 білий слон · c7 чорний пішак · f6 біла тура · g6 білий кінь · g5 чорний слон · d4 чорний король · c3 біла тура · e3 чорна тура · g3 білий ферзь · c2 білий пішак · f2 білий пішак · g2 білий пішак · h2 білий король · a1 білий слон · e1 чорна тура · h1 чорний кінь | 6 |
| 5 | d8 чорний ферзь · g8 чорний кінь · b7 білий слон · c7 чорний пішак · f6 біла тура · g6 білий кінь · g5 чорний слон · d4 чорний король · c3 біла тура · e3 чорна тура · g3 білий ферзь · c2 білий пішак · f2 білий пішак · g2 білий пішак · h2 білий король · a1 білий слон · e1 чорна тура · h1 чорний кінь | d8 чорний ферзь · g8 чорний кінь · b7 білий слон · c7 чорний пішак · f6 біла тура · g6 білий кінь · g5 чорний слон · d4 чорний король · c3 біла тура · e3 чорна тура · g3 білий ферзь · c2 білий пішак · f2 білий пішак · g2 білий пішак · h2 білий король · a1 білий слон · e1 чорна тура · h1 чорний кінь | d8 чорний ферзь · g8 чорний кінь · b7 білий слон · c7 чорний пішак · f6 біла тура · g6 білий кінь · g5 чорний слон · d4 чорний король · c3 біла тура · e3 чорна тура · g3 білий ферзь · c2 білий пішак · f2 білий пішак · g2 білий пішак · h2 білий король · a1 білий слон · e1 чорна тура · h1 чорний кінь | d8 чорний ферзь · g8 чорний кінь · b7 білий слон · c7 чорний пішак · f6 біла тура · g6 білий кінь · g5 чорний слон · d4 чорний король · c3 біла тура · e3 чорна тура · g3 білий ферзь · c2 білий пішак · f2 білий пішак · g2 білий пішак · h2 білий король · a1 білий слон · e1 чорна тура · h1 чорний кінь | d8 чорний ферзь · g8 чорний кінь · b7 білий слон · c7 чорний пішак · f6 біла тура · g6 білий кінь · g5 чорний слон · d4 чорний король · c3 біла тура · e3 чорна тура · g3 білий ферзь · c2 білий пішак · f2 білий пішак · g2 білий пішак · h2 білий король · a1 білий слон · e1 чорна тура · h1 чорний кінь | d8 чорний ферзь · g8 чорний кінь · b7 білий слон · c7 чорний пішак · f6 біла тура · g6 білий кінь · g5 чорний слон · d4 чорний король · c3 біла тура · e3 чорна тура · g3 білий ферзь · c2 білий пішак · f2 білий пішак · g2 білий пішак · h2 білий король · a1 білий слон · e1 чорна тура · h1 чорний кінь | d8 чорний ферзь · g8 чорний кінь · b7 білий слон · c7 чорний пішак · f6 біла тура · g6 білий кінь · g5 чорний слон · d4 чорний король · c3 біла тура · e3 чорна тура · g3 білий ферзь · c2 білий пішак · f2 білий пішак · g2 білий пішак · h2 білий король · a1 білий слон · e1 чорна тура · h1 чорний кінь | d8 чорний ферзь · g8 чорний кінь · b7 білий слон · c7 чорний пішак · f6 біла тура · g6 білий кінь · g5 чорний слон · d4 чорний король · c3 біла тура · e3 чорна тура · g3 білий ферзь · c2 білий пішак · f2 білий пішак · g2 білий пішак · h2 білий король · a1 білий слон · e1 чорна тура · h1 чорний кінь | 5 |
| 4 | d8 чорний ферзь · g8 чорний кінь · b7 білий слон · c7 чорний пішак · f6 біла тура · g6 білий кінь · g5 чорний слон · d4 чорний король · c3 біла тура · e3 чорна тура · g3 білий ферзь · c2 білий пішак · f2 білий пішак · g2 білий пішак · h2 білий король · a1 білий слон · e1 чорна тура · h1 чорний кінь | d8 чорний ферзь · g8 чорний кінь · b7 білий слон · c7 чорний пішак · f6 біла тура · g6 білий кінь · g5 чорний слон · d4 чорний король · c3 біла тура · e3 чорна тура · g3 білий ферзь · c2 білий пішак · f2 білий пішак · g2 білий пішак · h2 білий король · a1 білий слон · e1 чорна тура · h1 чорний кінь | d8 чорний ферзь · g8 чорний кінь · b7 білий слон · c7 чорний пішак · f6 біла тура · g6 білий кінь · g5 чорний слон · d4 чорний король · c3 біла тура · e3 чорна тура · g3 білий ферзь · c2 білий пішак · f2 білий пішак · g2 білий пішак · h2 білий король · a1 білий слон · e1 чорна тура · h1 чорний кінь | d8 чорний ферзь · g8 чорний кінь · b7 білий слон · c7 чорний пішак · f6 біла тура · g6 білий кінь · g5 чорний слон · d4 чорний король · c3 біла тура · e3 чорна тура · g3 білий ферзь · c2 білий пішак · f2 білий пішак · g2 білий пішак · h2 білий король · a1 білий слон · e1 чорна тура · h1 чорний кінь | d8 чорний ферзь · g8 чорний кінь · b7 білий слон · c7 чорний пішак · f6 біла тура · g6 білий кінь · g5 чорний слон · d4 чорний король · c3 біла тура · e3 чорна тура · g3 білий ферзь · c2 білий пішак · f2 білий пішак · g2 білий пішак · h2 білий король · a1 білий слон · e1 чорна тура · h1 чорний кінь | d8 чорний ферзь · g8 чорний кінь · b7 білий слон · c7 чорний пішак · f6 біла тура · g6 білий кінь · g5 чорний слон · d4 чорний король · c3 біла тура · e3 чорна тура · g3 білий ферзь · c2 білий пішак · f2 білий пішак · g2 білий пішак · h2 білий король · a1 білий слон · e1 чорна тура · h1 чорний кінь | d8 чорний ферзь · g8 чорний кінь · b7 білий слон · c7 чорний пішак · f6 біла тура · g6 білий кінь · g5 чорний слон · d4 чорний король · c3 біла тура · e3 чорна тура · g3 білий ферзь · c2 білий пішак · f2 білий пішак · g2 білий пішак · h2 білий король · a1 білий слон · e1 чорна тура · h1 чорний кінь | d8 чорний ферзь · g8 чорний кінь · b7 білий слон · c7 чорний пішак · f6 біла тура · g6 білий кінь · g5 чорний слон · d4 чорний король · c3 біла тура · e3 чорна тура · g3 білий ферзь · c2 білий пішак · f2 білий пішак · g2 білий пішак · h2 білий король · a1 білий слон · e1 чорна тура · h1 чорний кінь | 4 |
| 3 | d8 чорний ферзь · g8 чорний кінь · b7 білий слон · c7 чорний пішак · f6 біла тура · g6 білий кінь · g5 чорний слон · d4 чорний король · c3 біла тура · e3 чорна тура · g3 білий ферзь · c2 білий пішак · f2 білий пішак · g2 білий пішак · h2 білий король · a1 білий слон · e1 чорна тура · h1 чорний кінь | d8 чорний ферзь · g8 чорний кінь · b7 білий слон · c7 чорний пішак · f6 біла тура · g6 білий кінь · g5 чорний слон · d4 чорний король · c3 біла тура · e3 чорна тура · g3 білий ферзь · c2 білий пішак · f2 білий пішак · g2 білий пішак · h2 білий король · a1 білий слон · e1 чорна тура · h1 чорний кінь | d8 чорний ферзь · g8 чорний кінь · b7 білий слон · c7 чорний пішак · f6 біла тура · g6 білий кінь · g5 чорний слон · d4 чорний король · c3 біла тура · e3 чорна тура · g3 білий ферзь · c2 білий пішак · f2 білий пішак · g2 білий пішак · h2 білий король · a1 білий слон · e1 чорна тура · h1 чорний кінь | d8 чорний ферзь · g8 чорний кінь · b7 білий слон · c7 чорний пішак · f6 біла тура · g6 білий кінь · g5 чорний слон · d4 чорний король · c3 біла тура · e3 чорна тура · g3 білий ферзь · c2 білий пішак · f2 білий пішак · g2 білий пішак · h2 білий король · a1 білий слон · e1 чорна тура · h1 чорний кінь | d8 чорний ферзь · g8 чорний кінь · b7 білий слон · c7 чорний пішак · f6 біла тура · g6 білий кінь · g5 чорний слон · d4 чорний король · c3 біла тура · e3 чорна тура · g3 білий ферзь · c2 білий пішак · f2 білий пішак · g2 білий пішак · h2 білий король · a1 білий слон · e1 чорна тура · h1 чорний кінь | d8 чорний ферзь · g8 чорний кінь · b7 білий слон · c7 чорний пішак · f6 біла тура · g6 білий кінь · g5 чорний слон · d4 чорний король · c3 біла тура · e3 чорна тура · g3 білий ферзь · c2 білий пішак · f2 білий пішак · g2 білий пішак · h2 білий король · a1 білий слон · e1 чорна тура · h1 чорний кінь | d8 чорний ферзь · g8 чорний кінь · b7 білий слон · c7 чорний пішак · f6 біла тура · g6 білий кінь · g5 чорний слон · d4 чорний король · c3 біла тура · e3 чорна тура · g3 білий ферзь · c2 білий пішак · f2 білий пішак · g2 білий пішак · h2 білий король · a1 білий слон · e1 чорна тура · h1 чорний кінь | d8 чорний ферзь · g8 чорний кінь · b7 білий слон · c7 чорний пішак · f6 біла тура · g6 білий кінь · g5 чорний слон · d4 чорний король · c3 біла тура · e3 чорна тура · g3 білий ферзь · c2 білий пішак · f2 білий пішак · g2 білий пішак · h2 білий король · a1 білий слон · e1 чорна тура · h1 чорний кінь | 3 |
| 2 | d8 чорний ферзь · g8 чорний кінь · b7 білий слон · c7 чорний пішак · f6 біла тура · g6 білий кінь · g5 чорний слон · d4 чорний король · c3 біла тура · e3 чорна тура · g3 білий ферзь · c2 білий пішак · f2 білий пішак · g2 білий пішак · h2 білий король · a1 білий слон · e1 чорна тура · h1 чорний кінь | d8 чорний ферзь · g8 чорний кінь · b7 білий слон · c7 чорний пішак · f6 біла тура · g6 білий кінь · g5 чорний слон · d4 чорний король · c3 біла тура · e3 чорна тура · g3 білий ферзь · c2 білий пішак · f2 білий пішак · g2 білий пішак · h2 білий король · a1 білий слон · e1 чорна тура · h1 чорний кінь | d8 чорний ферзь · g8 чорний кінь · b7 білий слон · c7 чорний пішак · f6 біла тура · g6 білий кінь · g5 чорний слон · d4 чорний король · c3 біла тура · e3 чорна тура · g3 білий ферзь · c2 білий пішак · f2 білий пішак · g2 білий пішак · h2 білий король · a1 білий слон · e1 чорна тура · h1 чорний кінь | d8 чорний ферзь · g8 чорний кінь · b7 білий слон · c7 чорний пішак · f6 біла тура · g6 білий кінь · g5 чорний слон · d4 чорний король · c3 біла тура · e3 чорна тура · g3 білий ферзь · c2 білий пішак · f2 білий пішак · g2 білий пішак · h2 білий король · a1 білий слон · e1 чорна тура · h1 чорний кінь | d8 чорний ферзь · g8 чорний кінь · b7 білий слон · c7 чорний пішак · f6 біла тура · g6 білий кінь · g5 чорний слон · d4 чорний король · c3 біла тура · e3 чорна тура · g3 білий ферзь · c2 білий пішак · f2 білий пішак · g2 білий пішак · h2 білий король · a1 білий слон · e1 чорна тура · h1 чорний кінь | d8 чорний ферзь · g8 чорний кінь · b7 білий слон · c7 чорний пішак · f6 біла тура · g6 білий кінь · g5 чорний слон · d4 чорний король · c3 біла тура · e3 чорна тура · g3 білий ферзь · c2 білий пішак · f2 білий пішак · g2 білий пішак · h2 білий король · a1 білий слон · e1 чорна тура · h1 чорний кінь | d8 чорний ферзь · g8 чорний кінь · b7 білий слон · c7 чорний пішак · f6 біла тура · g6 білий кінь · g5 чорний слон · d4 чорний король · c3 біла тура · e3 чорна тура · g3 білий ферзь · c2 білий пішак · f2 білий пішак · g2 білий пішак · h2 білий король · a1 білий слон · e1 чорна тура · h1 чорний кінь | d8 чорний ферзь · g8 чорний кінь · b7 білий слон · c7 чорний пішак · f6 біла тура · g6 білий кінь · g5 чорний слон · d4 чорний король · c3 біла тура · e3 чорна тура · g3 білий ферзь · c2 білий пішак · f2 білий пішак · g2 білий пішак · h2 білий король · a1 білий слон · e1 чорна тура · h1 чорний кінь | 2 |
| 1 | d8 чорний ферзь · g8 чорний кінь · b7 білий слон · c7 чорний пішак · f6 біла тура · g6 білий кінь · g5 чорний слон · d4 чорний король · c3 біла тура · e3 чорна тура · g3 білий ферзь · c2 білий пішак · f2 білий пішак · g2 білий пішак · h2 білий король · a1 білий слон · e1 чорна тура · h1 чорний кінь | d8 чорний ферзь · g8 чорний кінь · b7 білий слон · c7 чорний пішак · f6 біла тура · g6 білий кінь · g5 чорний слон · d4 чорний король · c3 біла тура · e3 чорна тура · g3 білий ферзь · c2 білий пішак · f2 білий пішак · g2 білий пішак · h2 білий король · a1 білий слон · e1 чорна тура · h1 чорний кінь | d8 чорний ферзь · g8 чорний кінь · b7 білий слон · c7 чорний пішак · f6 біла тура · g6 білий кінь · g5 чорний слон · d4 чорний король · c3 біла тура · e3 чорна тура · g3 білий ферзь · c2 білий пішак · f2 білий пішак · g2 білий пішак · h2 білий король · a1 білий слон · e1 чорна тура · h1 чорний кінь | d8 чорний ферзь · g8 чорний кінь · b7 білий слон · c7 чорний пішак · f6 біла тура · g6 білий кінь · g5 чорний слон · d4 чорний король · c3 біла тура · e3 чорна тура · g3 білий ферзь · c2 білий пішак · f2 білий пішак · g2 білий пішак · h2 білий король · a1 білий слон · e1 чорна тура · h1 чорний кінь | d8 чорний ферзь · g8 чорний кінь · b7 білий слон · c7 чорний пішак · f6 біла тура · g6 білий кінь · g5 чорний слон · d4 чорний король · c3 біла тура · e3 чорна тура · g3 білий ферзь · c2 білий пішак · f2 білий пішак · g2 білий пішак · h2 білий король · a1 білий слон · e1 чорна тура · h1 чорний кінь | d8 чорний ферзь · g8 чорний кінь · b7 білий слон · c7 чорний пішак · f6 біла тура · g6 білий кінь · g5 чорний слон · d4 чорний король · c3 біла тура · e3 чорна тура · g3 білий ферзь · c2 білий пішак · f2 білий пішак · g2 білий пішак · h2 білий король · a1 білий слон · e1 чорна тура · h1 чорний кінь | d8 чорний ферзь · g8 чорний кінь · b7 білий слон · c7 чорний пішак · f6 біла тура · g6 білий кінь · g5 чорний слон · d4 чорний король · c3 біла тура · e3 чорна тура · g3 білий ферзь · c2 білий пішак · f2 білий пішак · g2 білий пішак · h2 білий король · a1 білий слон · e1 чорна тура · h1 чорний кінь | d8 чорний ферзь · g8 чорний кінь · b7 білий слон · c7 чорний пішак · f6 біла тура · g6 білий кінь · g5 чорний слон · d4 чорний король · c3 біла тура · e3 чорна тура · g3 білий ферзь · c2 білий пішак · f2 білий пішак · g2 білий пішак · h2 білий король · a1 білий слон · e1 чорна тура · h1 чорний кінь | 1 |
|   | a | b | c | d | e | f | g | h |   |

FEN: 3q2n1/1Bp5/5RN1/6b1/3k4/2R1r1Q1/2P2PPK/B3r2n
1. Se5?  ~ 2. Rc4#

1. ... Rxc3 2. Qxc3#, 1. ... c6!
1. Rfc6! ~ 2. R6c4#
1. ... Qd5 2. R3c4#
1. ... Rc3 2. Qd3#
1. ... Kd5 2. Rd6 #
1. ... Ke4 2. Qe5#